# Province d'Agadir
Ne pas confondre avec l'actuelle préfecture d'Agadir Ida-Outanane.
1956–1994
Entités suivantes :
- préfecture d'Agadir Ida-Outanane
- préfecture d'Inezgane-Aït Melloul
- province de Chtouka-Aït Baha

La province d'Agadir est une ancienne subdivision du Maroc.

## Histoire
Créée en 1956 (dahir no 1-56-133 du 13 octobre), elle a disparu en 1994, trois nouvelles subdivisions ayant été créées à partir de son territoire : la préfecture d'Agadir Ida-Outanane, la préfecture d'Inezgane-Aït Melloul et la province de Chtouka-Aït Baha (décret no 2-94-64 du 24 mai).